# Hypanus marianae
Hypanus marianae ist eine Stechrochenart und lebt ausschließlich vor den Küsten Nordost-Brasiliens.

## Merkmale
Hypanus marianae hat eine rautenförmige Brustflossen-Scheibe, die etwa so breit wie lang ist, und Breiten bis 40 cm erreicht. Seitlich ist die Scheibe abgerundet, die vorderen Seiten sind leicht konkav und die Schnauze ragt nur wenig hervor. Die Augen sind groß, gefolgt von etwa gleich großen Spritzlöchern. Der Schwanz ist eineinhalb mal so lang wie die Scheibe breit, verjüngt sich in Richtung der Spitze und trägt oben einen Giftstachel. Die Färbung der Scheibenoberseite ist goldbraun mit dunkelbraunen Flecken sowie einem schmalen blauen Rand gefolgt von einem braunen Band. Die Unterseite ist weiß, in Richtung der Ränder dunkler und trägt ein Paar nierenförmiger, dunkelbrauner Flecken neben den Kiemenschlitzen und sich nach hinten anschließende hellere Fleckpaaren. Der Schwanz ist oben dunkelbraun und unten weiß mit seitlichen blauen Streifen, die Spitze dunkelrot.

## Lebensweise
Der Rochen lebt entlang der nordöstlichen Küste Brasiliens zwischen Maranhão und Bahia in Korallen- und Sandstein-Riffen in Tiefen zwischen 2 und 15 m. Jungtiere halten sich auch in Strandnähe und an Flussmündungen auf. Er ist ovovivipar mit Würfen von einem einzelnen Jungtier, das mit einer Scheibenbreite von 13 bis 14 cm im Juni oder zwischen November und Dezember in Flachwasser geboren wird.
Für den Menschen ist er ungefährlich und zeigt sich Tauchern gegenüber zurückhaltend. Oft wird er in kleinen Mengen von einheimischen Küstenfischern eingebracht und zum Teil auch für den Verkauf als Zierfisch gefangen. Der Einfluss der Befischung auf die Bestandszahlen ist nicht bekannt. Bedroht ist er auch durch menschliche Einwirkungen auf die Riffe seines Lebensraums, demgegenüber stehen ihm aber auch mehrere brasilianische Meeresschutzgebiete – wie etwa der Parque Estadual do Parcel Manuel Luiz im Norden und der Parque Nacional Marinho dos Abrolho im Süden – als Rückzugsgebiet zur Verfügung. Da zu wenig Informationen zu den Bestands- und Fangzahlen vorliegen, wird der Gefährdungsstatus von der IUCN mit DD (Daten Defizit) bewertet.

## Systematik
Die Rochenart wurde erst im Jahr 2000 unter der wissenschaftlichen Bezeichnung Dasyatis guttata beschrieben. Bei einer Mitte 2016 erfolgten Revision der Dasyatidae wurde die Art in die Gattung Hypanus gestellt.